# 大山綱道
大山 綱道（おおやま つなみち）は、江戸時代後期の薩摩藩鹿児島城下士。佐々木源氏大山家分家の当主。家格初め御小姓与のち、一代小番、代々小番。島津斉宣時代から島津斉興の初期に側用人を務める。側用人時代に百引郷、串木野郷の地頭を兼任。大山巌は曾孫。

## 経歴
大山綱栄の子として誕生する。隠居していた島津継豊の御側小姓になる。宝暦5年（1755年）の島津重豪藩主就任時に、江戸幕府は薩摩藩に国目付として京極兵部高主らを派遣することを決め、宝暦6年に派遣された国目付に提出した薩摩藩分限帳でも側小姓であったことが確認できる。その後、御徒目付になり、さらに島津重豪の御小納戸頭取になり、家格一代小番に昇格。安永2年（1773年）から安永4年（1775年）まで徳之島代官。当時の通称は休左衛門であった。
百引郷（現在の鹿児島県鹿屋市輝北町）地頭職になり、代々小番にこのとき昇格したと思われる。のちに串木野郷（現在の鹿児島県いちき串木野市）地頭職に就任なお、当時の地頭は藩の重役が兼任するもので任地に出向くことほとんどなく、城下で生活した。なお、串木野郷地頭時代の本職は御側御用人。側用人在職中の文化5年に近思録崩れが起こったが、綱道は関係していなかったようだ。なお「文化朋党実録」では「大山宗之丞」の名で3回登場し、造士館に家老の鎌田典膳や樺山久言、藩主斉宣に付き従って来館している。

## 年譜
- 寛延元年（1748年）6月1日、藩主島津宗信に初御目見。
- 宝暦6年10月、この月に改めた薩摩藩分限帳に「側小姓 大山休左衛門」の名がある。当時は部屋住まいで無禄。当時は父の大山綱栄（同史料には大山文左衛門で登場）が健在でまだ家督は継いでいなかった。
- 宝暦10年（1760年）9月20日に島津継豊死去。
- 安永2年（1773年）から安永4年（1775年）まで徳之島代官。当時の通称は休左衛門。
- 寛政7年（1795年）、百引郷地頭職に就く。この時には、通称を宗之丞を称していた。
- 寛政8年（1796年）、琉球王国尚温王の謝恩使を二階堂行智が引率するが、これに側役として同行。なお、このときの同行者には用人の梅田盛香や、使番の伊東仙大夫がいた。
- 享和元年（1801年）からは串木野郷（現在の鹿児島県いちき串木野市）地頭職に就任。
- 文化12年（1815年）串木野郷地頭辞任。その後、多年の勲功により、恩賞を賜るという。
- 1820年（文政3年）9月18日、死去。

## 家族、親族
- 父：大山綱栄
- 子女：二男一女（大山綱方、於幾代、大山綱毅）